# Aiguabella

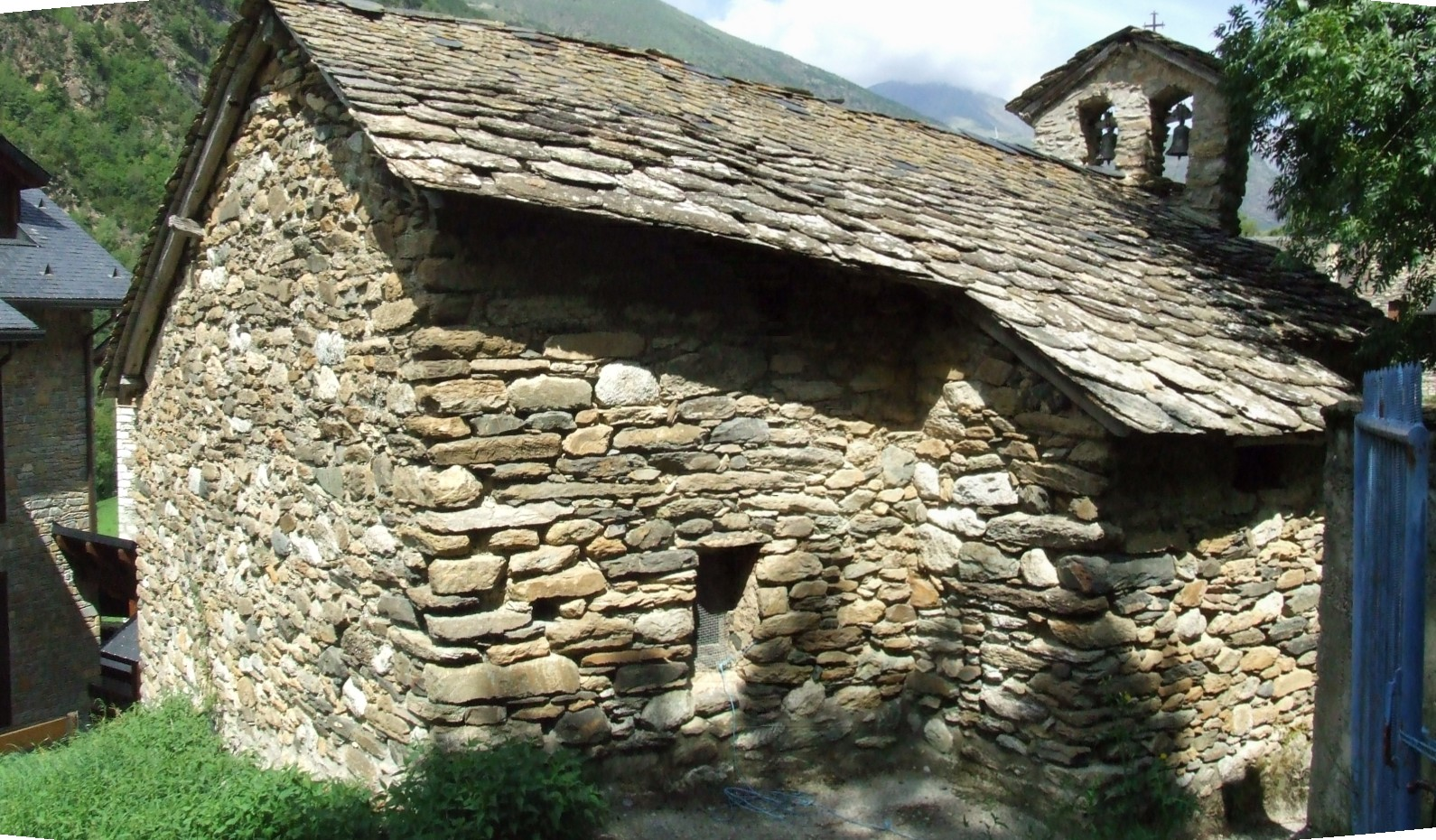
La iglesia de San Pedro de Aiguabella.

Aiguabella es una localidad española del municipio de La Torre de Cabdella, en la provincia de Lérida, comunidad autónoma de Cataluña.
Está situado dos kilómetros al norte de la Torre de Cabdella, ligeramente elevado a la izquierda del Flamisell. Se accede por una pista rural asfaltada que sale del kilómetro 15,5 de la carretera L-503 y lleva a Aiguabella en unos 750 metros.
La iglesia de Aiguabella está dedicada a san Pedro. En el siglo XVIII era sufragánea de San Martín de la Torre de Cabdella, pero en 1904 fue agregada a San Julián de Espuy. De esta iglesia procede un fragmento de pintura gótica del siglo XIV que se encuentra en el Museo Diocesano de la Seo de Urgel.

## Etimología
Aiguabella es un topónimo ya románico de carácter descriptivo. Se refiere a la abundancia y bondad del agua que hay en las fuentes de este pueblo.

## Historia
En 1790 el puesto de Aiguabella tenía dos casas. Ha sido siempre el pueblo más pequeño del valle, y en el momento de máximo esplendor llegó a cuatro casas: Erill, Mora, Rosset y Tapiró. A finales del siglo XX y principios del XXI sólo quedaba Casa Erill habitada, con seis habitantes.
Hasta la extinción de los señoríos (siglo XIX), Aiguabella perteneció a la baronía de Erill, después condado.

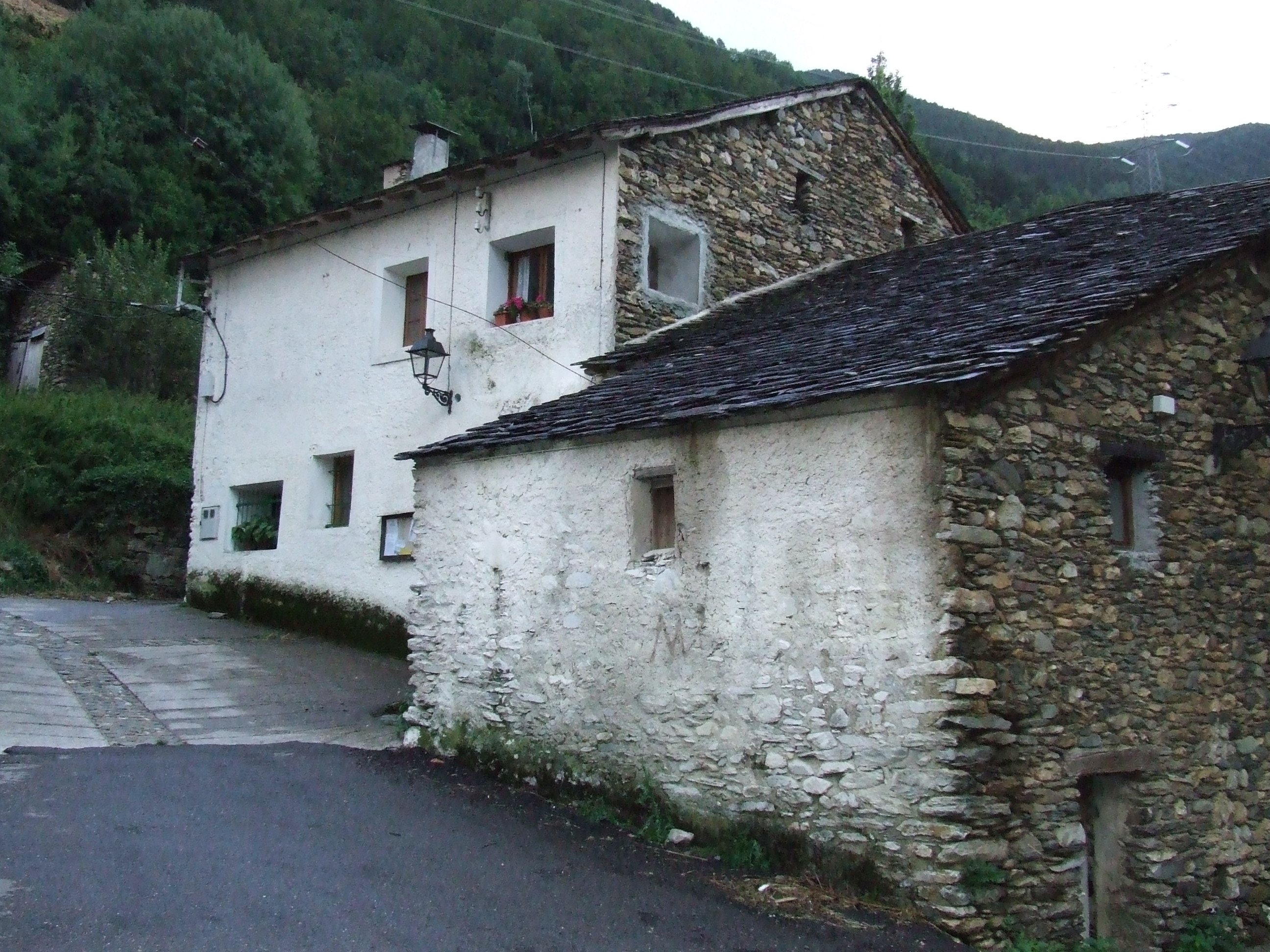
La Casa Erill de Aiguabella

Entre 1812 y febrero de 1847 Espuy y Aiguabella disfrutaron, conjuntamente, de ayuntamiento propio. Se formó a partir de la promulgación de la Constitución de Cádiz y su despliegue, y fue suprimido, agregándose a la Torre de Cabdella, debido al límite fijado en la ley municipal de 1845 del mínimo de 30 vecinos (cabezas de familia ) indispensables para mantener el ayuntamiento propio.